# Francis Dubreuil

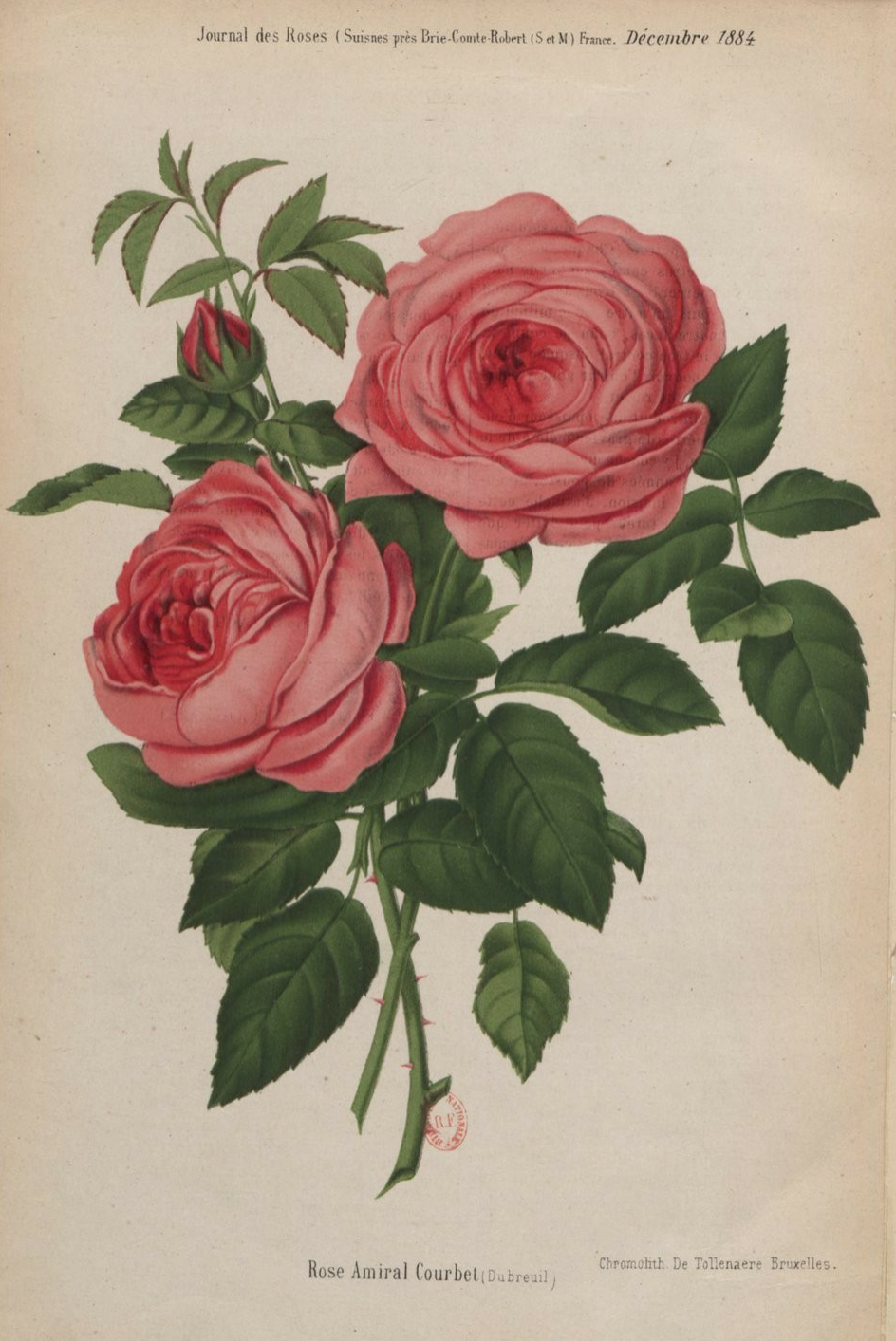
'Amiral Courbet' in Journal des roses (décembre 1884).

Louis François Dubreuil, dit Francis Dubreuil, né le 2 novembre 1842 à Lyon, où il est mort le 1er septembre 1916, est un rosiériste lyonnais qui marqua l'histoire de la culture de la rose pendant la majeure partie de la Troisième République. Sa fameuse rose 'Perle d'Or' est à l'origine de toute une lignée. Sa fille Claudia épousa Antoine Meilland, apprenti recruté par Dubreuil en 1900, et est dédicataire de la variété célébrissime 'Madame Antoine Meilland' en 1941/1945.

## Carrière
Francis Dubreuil est d'abord tailleur, mais après avoir épousé Marie-Antoinette Rambaux, fille du fameux horticulteur et obtenteur de roses, Joseph Rambaux (1820-1878), chez qui il travaille et auquel il va succéder, il va consacrer sa vie à la culture des roses à Monplaisir, s'intéressant de plus en plus aux polyanthas. Il collabore sa vie durant au Journal des roses. Son gendre Antoine Meilland lui succède.
Il édite entre 1881 et 1914 soixante-quatre nouvelles variétés de roses dont : 'Amiral Courbet' (hybride remontant, 1881), 'Bébé Fleuri' (rose de Chine, 1903), le fameux rosier de Noisette 'Crépuscule' (1904), 'Duchesse de Bragance' (rose thé, 1887), 'Duchesse Maurice de Broglie', 'Étoile d'Or' (polyantha, 1910), 'Francis Dubreuil' (rose thé, 1894), 'Jean Bach-Sisley' (rose de Chine, 1898), 'Louis Lille' (hybride remontant, 1887), 'Lyon Rambler' (hybride de Rosa multiflora, 1908), 'Marquise de Vivens' (rose thé, 1885), 'Merveille des Rouges' (polyantha, 1910), 'Panachée de Lyon' (rose de Portland, 1895), 'Perle d'Or' (fameuse variété de polyantha obtenue par Rambaux en 1875 et mise au commerce par Dubreuil en 1883, appelée aussi à l'époque 'Yellow Cécile Brunner'), 'Petite Marcelle' (polyantha, 1910), 'Princesse de Sagan' (rose thé, 1883), 'Président Dutailly' (hybride remontant, 1882), 'Sarah Bernhardt', 'Souvenir du Rosiériste Rambaux'.
Francis Dubreuil est fait officier du Mérite agricole.